# Ellen Noble
Ellen Noble (Kennebunkport, 3 december 1995) is een Amerikaanse voormalig wielrenster, die actief was in het veldrijden. Bij de beloften werd ze tweemaal nationaal en tweemaal Pan-Amerikaans kampioene veldrijden. Op 28 januari 2017 won ze zilver op het WK veldrijden bij de beloften in Bieles, achter Annemarie Worst. In december 2019 hing ze haar fiets aan de wilgen, nadat ze al twee jaar kampte met de auto-immuunziekte Hashimoto's. In januari 2024 kondigde ze haar comeback aan.

## Palmares

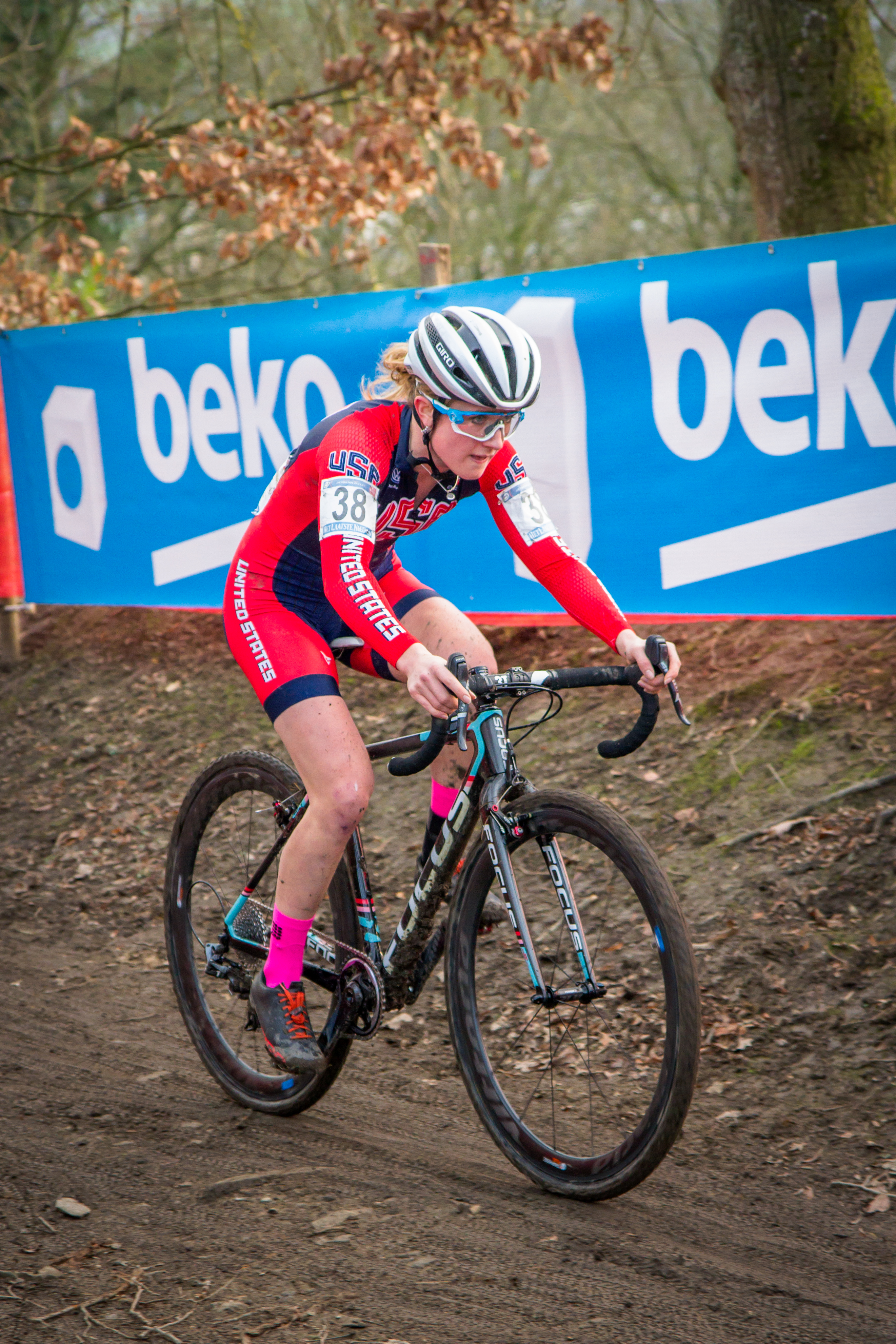
Noble in de Citadelcross 2015 in Namen.

### Veldrijden

#### Elite
| Seizoen   | Wereldbeker | Superprestige | Trofee veldrijden | WK  | PK     | AK     | Overige                                                                                                   | Totaal aantal zeges |
| --------- | ----------- | ------------- | ----------------- | --- | ------ | ------ | --- | ------------------- |
| 2014-2015 |             |               |                   | NVT | NVT    | 6e     | Sterling I, Sterling II, Warwick II, Dallas II                                                            | 4                   |
| 2015-2016 |             |               |                   | NVT | NVT    | NVT    | Northampton I, Warwick I                                                                                  | 2                   |
| 2016-2017 |             |               |                   | NVT | NVT    | NVT    | Gloucester I                                                                                              | 1                   |
| 2017-2018 |             |               |                   | DNS | 8e     | Zilver | Rochester I, Gloucester II, Cincinnati                                                                    | 3                   |
| 2018-2019 |             |               |                   | 21e | Zilver | Brons  | Baltimore I, Baltimore II, Gloucester I, Gloucester II, Covington I, Covington II, Midland, Northampton I | 8                   |
|           |             |               |                   |     |        |        | |                     |
| Totaal    | 0           | 0             | 0                 | 0   | 0      | 0      | 18 | 18                  |

#### Jeugd
| Categorie | Seizoen   | WK | PK   | AK   | Overige | Totaal aantal zeges |
| --------- | --------- | -- | ---- | ---- | ------- | ------------------- |
| Beloften  | 2015-2016 | 6e | Goud | Goud |         | 2                   |
| Beloften  | 2016-2017 | ↑  | Goud | Goud |         | 2                   |
| Beloften  | Totaal    | 0  | 2    | 2    | 0       | 4                   |